# Барт (студия)
Студия театра и кино «Барт» — государственное учреждение культуры, осуществляющее организацию театральных постановок и производство короткометражных фильмов, телевизионных передач и различных других проектов. Студия «БАРТ» (с ингуш. «Согласие») представляет собой, основанное известными ингушскими актёрами и деятелями культуры, творческое объединение, призванное осуществлять пропаганду и развитие в Республике Ингушетия национальной культуры и искусства, а также киноиндустрии, актёрского мастерства и театральной деятельности.

## История
В начале 2008 года группой ингушских артистов, было инициировано создание в республике новой студии со стойким и дружественным названием «Барт» (с ингуш. «Согласие»).
6 февраля 2008 года Распоряжением Правительства Республики Ингушетия «Студия театра и кино «Барт»» в качестве государственной организации была официально учреждена.
Коллектив Студии «Барт» составили известные ингушские актёры различных театров Ингушетии, в том числе Ингушского государственного драматического театра имени Идриса Базоркина и творческого объединения «Зокх». Директором студии был назначен Озиев Муртаз, а художественным руководителем — Ахмед Евлоев.
Благодаря талантливой игре коллектива и их креативным идеям студия быстро получила известность в Республике Ингушетия. Визитной карточкой студии стала юмористическая программа «Лоаца аьлча» (с ингуш. «Короче говоря»), представляющая собой цикл комедийных миниатюр, сборники которых тиражом в несколько тысяч были распроданы в Ингушетии и соседних регионах.
Однако, широкую известность «Студия театра и кино «Барт»» получила в 2012 году, в частности после визита в Ингушетию члена немецкой секции Международного театрального института, режиссёра Петера Крюгера и доцента Мэтис Шрадер и инициировании ими проведения в республике культурных мероприятий в рамках "Года Германии в России".
10 по 17 сентября 2012 года коллектив Студии «Барт» совместно с режиссёром Петером Крюгером организовал и провел проект «Немецкие дни в Ингушетии" и «Дни с Бертольтом Брехтом».
В рамках данных проектов в республике было проведено несколько значимых культурных мероприятий. Так, Студией театра и кино "БАРТ" под руководством Петера Крюгера были организованы вечер выдающегося немецкого драматурга, поэта, прозаика и театрального деятеля Бертольта Брехта и постановка "К потомкам" с актёрами студии. Также режиссёр Петер Крюгер и доцент Мэтис Шрадер провели курсы повышения квалификации для актёров театров Северного Кавказа, и мастер классы по театру и по театральной технике Б.Брехта. Были показаны выставка с работами графика театра "Берлинер ансамбль" Карла – Хайнц Дрешера, оригинальные киносъемки Ханс – Юрген Зиберберга и отрывки из радиоспектакля театра "Берлинер ансамбль" под режиссурой Б.Брехта. Собрание плакатов с работами Карла-Хайнца Дрешера по завершении "Дней Брехта" переданы Министерству культуры РИ.
Кроме театральной работы в рамках кинофестиваля в различных образовательных учреждениях Ингушетии, в частности, в Ингушском государственном университете и Горском кадетском корпусе были показаны фильмы о жизни и работе Бертольта Брехта.
22 ноября 2012 года коллектив Студии «Барт» гастролировал в г.Алматы. На сцене театра им Г.Мусрепова состоялся концерт мастеров искусств Ингушетии, представленный в рамках Дней культуры Республики Ингушетия в Республике Казахстан, в котором актёры «Барт» приняли активное участие.
25 ноября 2012 года  состоялись гастроли в Бельгии. Студия «Барт» приняла участие в официальном визите ингушской правительственной делегации в Бельгию.

## Коллектив
Актеры студии театра и кино «БАРТ»:
1. Озиев Муртаз Хасанович — директор
2. Евлоев Ахмед Султанович — художественный руководитель
3. Бузуртанов Адам Юсупович
4. Сусуркиева Эсет Хаджибикеровна
5. Хадзиев Ваха Остапович
6. Галаева (Сакалова) Марина Абукаровна
7. Дошхоклоева Зарета Магомедовна
8. Курскиева Римма Салмановна
9. Кукурхоева Зульфия Уматгиреевна
10. Костоев Ераги Бекханович
11. Гандалоева Зарета Юнусовна
12. Галаев Мурад Салманович
13. Албогачиев Муслим Ахметович
14. Цуров Залимхан Рашидович

## Адрес
386100, Республика Ингушетия, г. Назрань, ул. Фабричная, д. 3